# جایزه بزرگ ایتالیا ۱۹۶۷
جایزه بزرگ ایتالیا ۱۹۶۷ (انگلیسی: ‎1967 Italian Grand Prix‎) یک مسابقهٔ موتوری در رشتهٔ اتومبیل‌رانی فرمول یک بود که در تاریخ ۱۰ سپتامبر ۱۹۶۷ در پیست ناتزیوناله مونتزا واقع در مونتزا، ایتالیا برگزار شد. این گراند پری در میان ۱۱ گراند پری در فصل ۱۹۶۷، مسابقهٔ شمارهٔ ۹ بود.
در این مسابقه که در ۶۸ دور و به مسافت ۳۹۱٫۰۰۶ کیلومتر (۲۴۲٫۹۶۰ مایل) برگزار شد، پول پوزیشن توسط جیم کلارک کسب شد و سریع‌ترین زمان برای طی یک دور پیست که برابر با ۱:۲۸٫۵ بود نیز توسط جیم کلارک به ثبت رسید.
جان سرتیز از تیم هوندا، جک برابام از تیم برابام-رپکو و جیم کلارک از تیم لوتوس-فورد به‌ترتیب مقام‌های اول تا سوم مسابقه را کسب کردند.

## رده‌بندی قهرمانی پس از مسابقه
|       | جایگاه | راننده     | امتیاز |
| ----- | ------ | ---------- | ------ |
|       | ۱      | دنی هیولم  | ۴۳     |
|       | ۲      | جک برابام  | ۴۰     |
| ۱     | ۳      | جیم کلارک  | ۲۳     |
| ۱     | ۴      | کریس ایمون | ۲۰     |
| ۴     | ۵      | جان سرتیز  | ۱۷     |
| منبع: |        |            |        |

|       | جایگاه | سازنده       | امتیاز |
| ----- | ------ | ------------ | ------ |
|       | ۱      | برابام-رپکو  | ۵۷     |
|       | ۲      | لوتوس-فورد   | ۲۶     |
|       | ۳      | کوپر-مازراتی | ۲۴     |
|       | ۴      | فراری        | ۲۰     |
| ۲     | ۵      | هوندا        | ۱۷     |
| منبع: |        |              |        |

یادداشت
- تنها پنج جایگاه نخست از هر رده‌بندی نمایش داده شده‌است.